# Chivres
Chivres é uma comuna francesa na região administrativa da Borgonha-Franco-Condado, no departamento [[Côte-d'Or]]. Estende-se por uma área de 8,13 km². Em 2010 a comuna tinha 307 habitantes (densidade: 37,8 hab./km²).